# Grzędy (Czarny Bór)
Grzędy (deutsch: Konradswaldau, auch Mittelkonradswaldau, (Mittel) Konradswaldau, Conradswaldau, Mittel Conradswaldau) ist ein Ort in der Landgemeinde Czarny Bór im Powiat Wałbrzyski der Woiwodschaft Niederschlesien in Polen. Es liegt drei Kilometer südlich von Czarny Bór.

## Geographie
Grzędy liegt im Waldenburger Bergland an einer Nebenstraße, die von Czarny Bór nach Mieroszów führt. Nachbarorte sind Czarny Bór und Witków im Norden, Jabłów und Gorce im Nordosten, Boguszów und Kuźnice Świdnickie im Osten, Unisław Śląski im Südosten, Kochanów im Südosten und Krzeszów sowie Krzeszówek im Südwesten.

## Geschichte
Konradswaldau wurde urkundlich erstmals 1305 erwähnt. Die Feste Konradswaldau, die auch als Burg Vogelgesang bezeichnet wurde, ist für das Jahr 1324 nachgewiesen. Ort und Burg entstanden vermutlich während der Regierungszeit von Herzog Bolko I. und dienten der Sicherung der schlesisch-böhmischen Grenze. Vom ostböhmischen Politz führte ein Weg über Friedland oder Schömberg durch den Grenzwald und weiter durch das Tal der Lässig in die Schlesische Ebene. Durch die Heirat der Prinzessin Anna von Schweidnitz 1353 mit dem böhmischen König und späteren Kaiser Karl IV. verlor Konradswaldau die strategische Bedeutung.
Erster bekannter Besitzer war der Ritter Hendricus von Predil. 1324, als er einen Streit wegen der Waldgrenzen mit dem Kloster Grüssau führte, wird er als Heidenreich von Predel bezeichnet. Den Streit konnte Herzog Bernhard 1324 zu Münsterberg schlichten. Nachdem auf der Burg Raubritter hausten, wurde sie 1355 von Herzog Bolko II. gestürmt. Nach dessen Tod 1368 fiel es 1368 zusammen mit dem Herzogtum Schweidnitz erbrechtlich an Böhmen. Allerdings stand Bolkos Witwe Agnes von Habsburg bis zu ihrem Tod 1392 ein Nießbrauch zu. 1379 waren Burg und Burgbezirk im Besitz des Hermann von Czettritz, dem Hofmeister der Prinzessin Anna von Schweidnitz. 1394 wurde in Konradswaldau eine Kirche errichtet. Nachdem der Abt des Klosters Grüssau 1427 drei Untertanen aus Konradswaldau gefangen nahm und sie verbrennen ließ, unternahm Hermann von Czettritz' gleichnamiger Enkel von der Burg Vogelgesang aus mit Verbündeten einen Angriff auf das Kloster, wobei er beträchtliche Beute machte und später auch einen Schadensersatzanspruch für die Angehörigen der Opfer durchsetzte. 1428 wurde die Burg und vermutlich auch Konradswalde von den Hussiten zerstört. Konradswaldau blieb weiterhin im Besitz des Herrmann von Czettritz, der seinen Sitz auf der Burg Neuhaus nahm. 1437 erwarb er die Herrschaft Schwarzwaldau, mit der er Konradswaldau vereinte.
Nach dem Ersten Schlesischen Krieg 1742 fiel Konradswaldau zusammen mit fast ganz Schlesien an Preußen und gehörte weiterhin zur Herrschaft Schwarzwaldau, die bis 1830 im Besitz der Herren von Czettritz blieb. In diesem Jahr wurde Konradswaldau zusammen mit Schwarzwaldau von Otto Freiherr von Zedlitz-Neukirch erworben. 1851 gelangte Konradswaldau an dessen Schwiegersohn Bernhard von Portatius, bei dessen Nachkommen es bis 1945 verblieb. Nach der Neugliederung Preußens gehörte Konradswaldau seit 1815 zur Provinz Schlesien und war ab 1816 dem Landkreis Landeshut eingegliedert, mit dem es bis 1945 verbunden blieb. 1874 wurde die Landgemeinde Schwarzwaldau gebildet, die zum Amtsbezirk (Preußen)|Amtsbezirk Schwarzwaldau gehörte, dem auch Landgemeinden Mittel Conradswaldau, Ober Conradswaldau und Vogelgesang sowie die Gutsbezirke Conradswaldau und Schwarzwaldau eingegliedert wurden. Für das Jahr 1933 sind für Konradswaldau 866 Einwohner, für das Jahr 1939 1020 Einwohner nachgewiesen.
Als Folge des Zweiten Weltkriegs fiel Konradswaldau 1945 mit dem größten Teil Schlesiens an Polen. Nachfolgend wurde es in Grzędy umbenannt. Die deutsche Bevölkerung wurde, soweit sie nicht schon vorher geflohen war, weitgehend vertrieben. Die neu angesiedelten Bewohner waren teilweise Zwangsumgesiedelte aus Ostpolen, das an die Sowjetunion gefallen war.
1975–1998 gehörte Grzędy zur Woiwodschaft Wałbrzych (Waldenburg).

## Sehenswürdigkeiten
- Ruine der Burg Vogelgesang
- Die katholische Kirche wurde an der Stelle einer Vorgängerkirche, die 1717 abbrannte, durch den damaligen Patron Abraham von Czettritz auf Schwarzwaldau errichtet
- Die 1858 erbaute evangelische Kirche wurde nach 1945 abgerissen

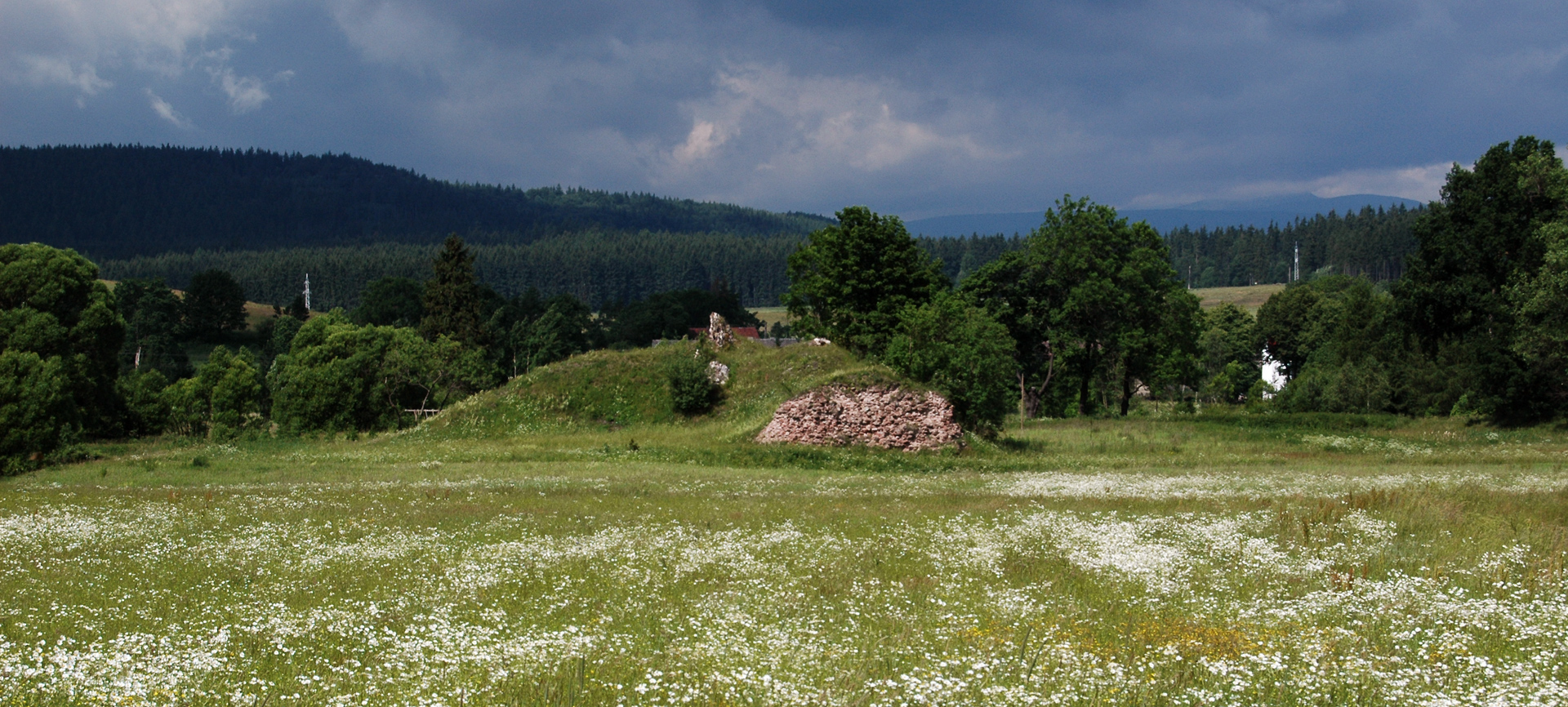
Burgruine am Ortsrand
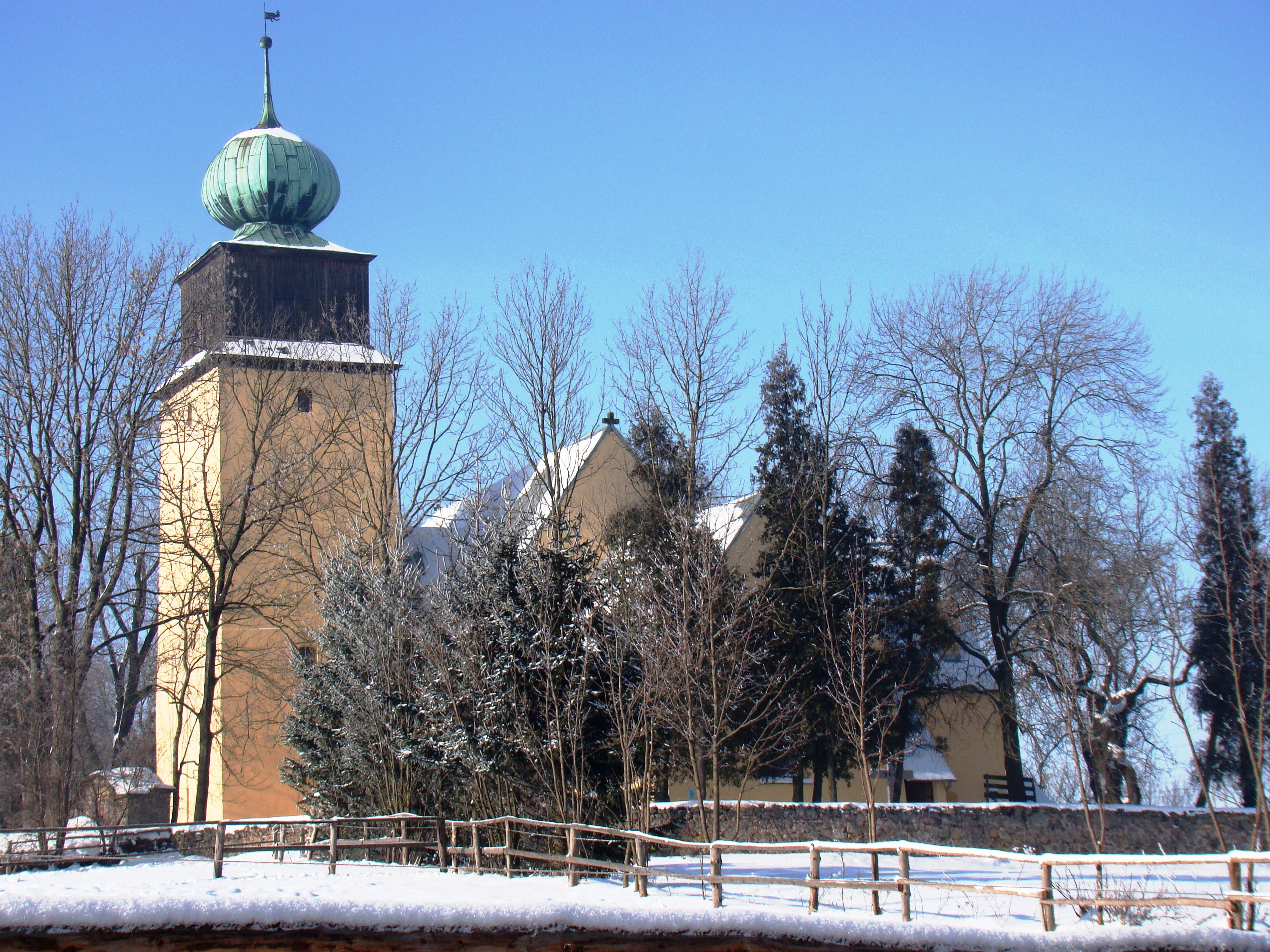
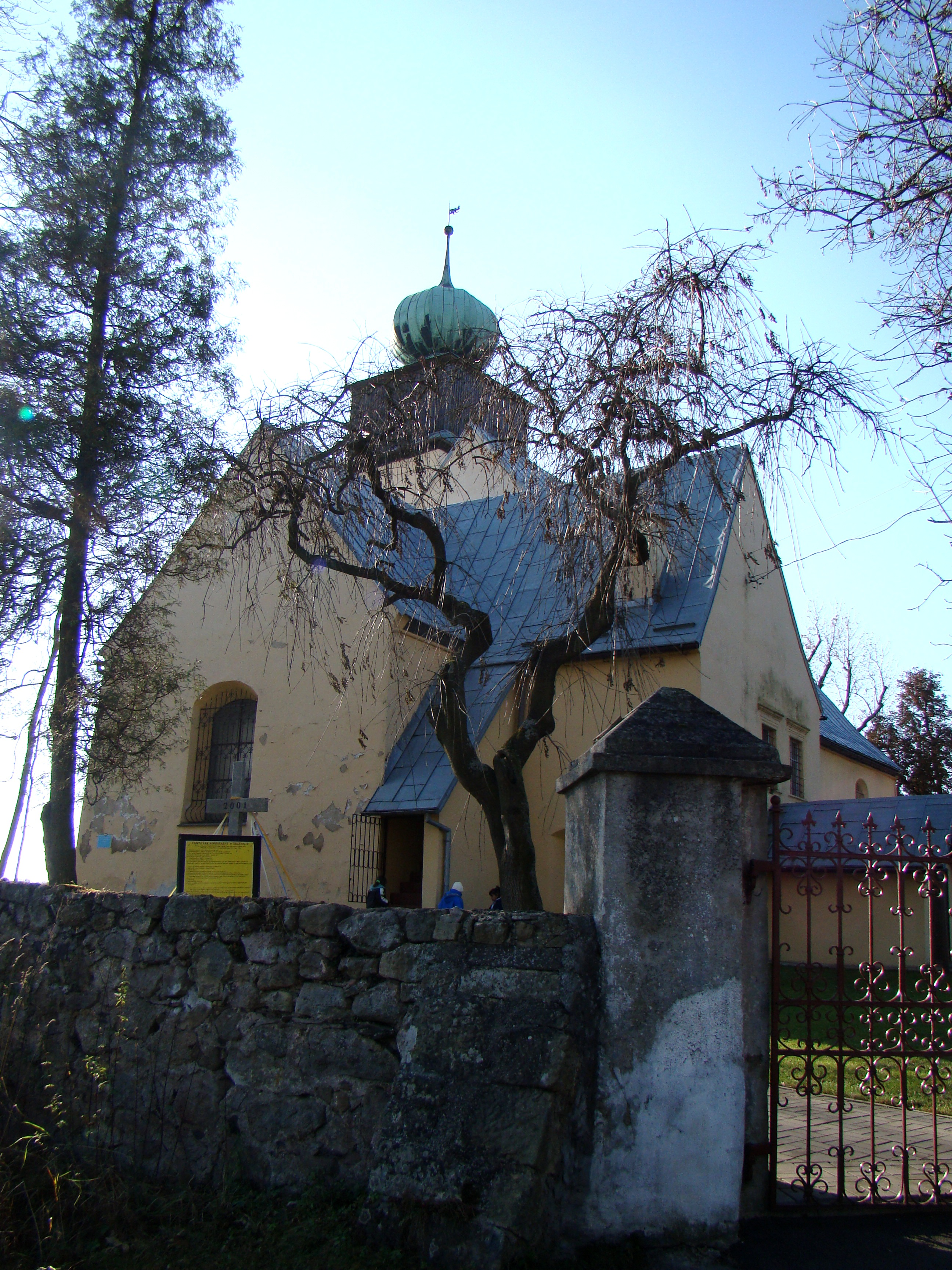
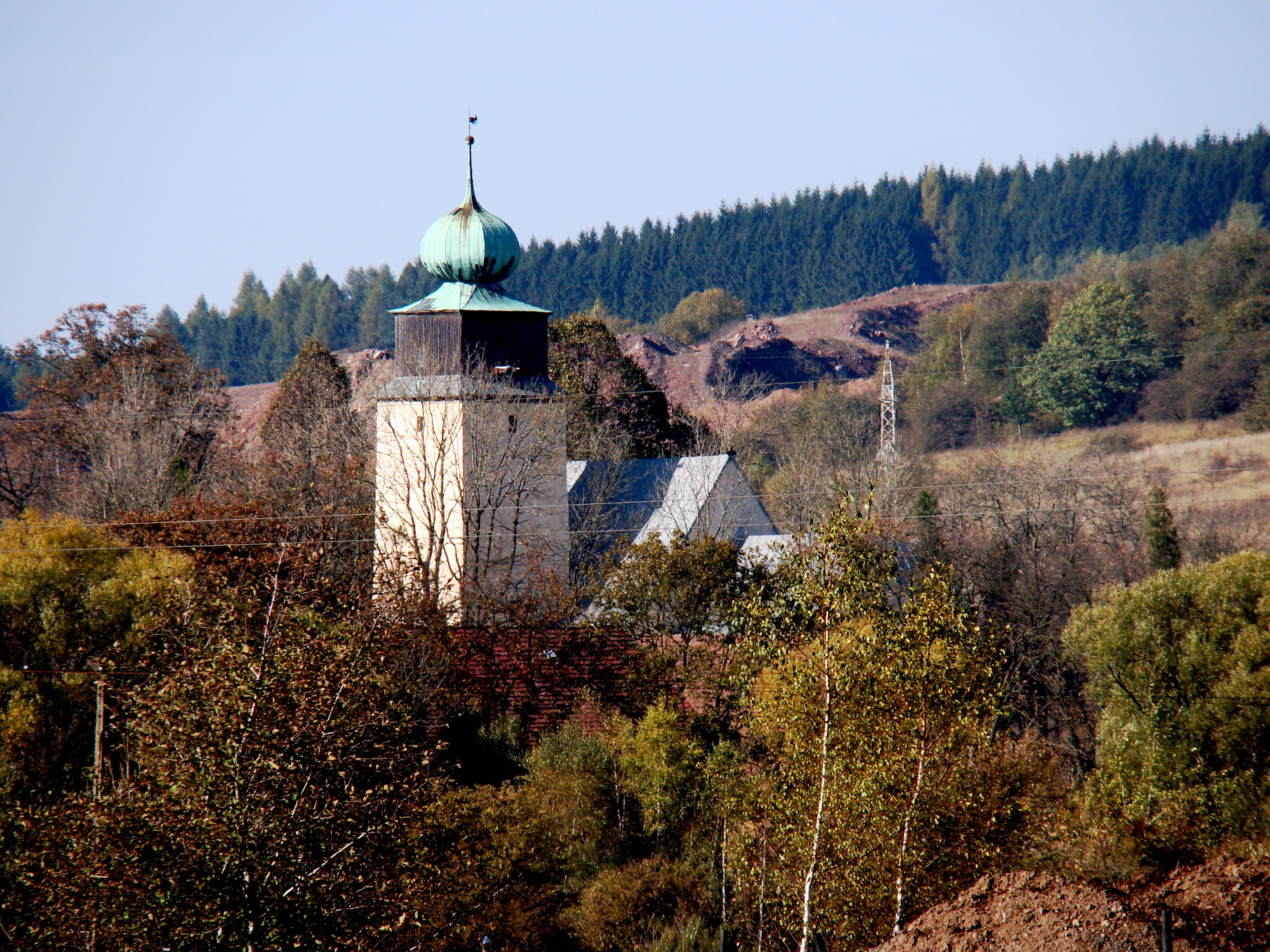

## Persönlichkeiten
- Hans-Ulrich Rudel (1916–1982), deutscher Fliegeroffizier